# BEAT SYMPHONIC
『BEAT SYMPHONIC』（ビート・シンフォニック）は、日本のロックバンド、ザ・コレクターズ(THE COLLECTORS)のメジャー11作目のオリジナル・アルバム。

## 概要
前作『HERE TODAY』に続く、TRIADレーベルでは2度目のセルフ・プロデュース作品。レコーディング・エンジニアを2人起用し、制作に約3ヶ月を要した。
メンバーが金管楽器を持つジャケット・デザインは、元ブラスバンド部であるボーカルの加藤ひさしが考案したもの。加藤自身、気に入っているという。
8曲入りのアナログ盤もリリースされ、ライブ会場などで販売された。
2004年にザ・コレクターズのアルバム11作品が紙ジャケ仕様でリマスタリングされ、再発売された中の1つである。この作品の再発盤にはボーナストラックが3曲収められている。収録時間は通常盤の60分に対し、再発盤は74分にわたる。通常盤と再発盤ではジャケット・デザインが異なる。

## 収録曲
- 全曲作詞・作曲：加藤ひさし

1. World -theme from teenage gangstars-
2. 百億のキッスと千億の誓い
15thシングル
3. Brand☆New☆Heaven
4. 夜の向こう側
5. センチメンタル・スウィート・ハートエイク
6. 6 or 9
7. Cash & Model Gun (album mix)
14thシングルのアルバム・バージョン
8. Butterfly Kiss
9. Psychedelic Heartbreak
10. SNOWMAN
11. Stay Cool! Stay Hip! Stay Young!
12. Quiet Happy...
15thシングル「百億のキッスと千億の誓い」のB面にmicrocosmic styleとして収録されている。
13. 螺旋のラウンドアバウト

紙ジャケット再発盤ボーナス・トラック
1. CASH & MODEL GUN
14thシングル
2. THE MISFITS' MANIFESTO
14thシングル「CASH & MODEL GUN」のB面に収録されている。
3. QUESTION 67 AND 68
シカゴの楽曲の日本語訳カバー。14thシングル「CASH & MODEL GUN」のB面に収録されている。

アナログ盤
- SIDE-A

1. 百億のキッスと千億の誓い
2. Brand☆New☆Heaven
3. 6 or 9
4. センチメンタル・スウィート・ハートエイク

- SIDE-B

1. Cash & Model Gun (album mix)
2. Butterfly Kiss
3. Stay Cool! Stay Hip! Stay Young!
4. 螺旋のラウンドアバウト